# Församlingsvalet

Logon för Evangelisk-lutherska kyrkan i Finland

Församlingsvalet är kyrkliga val inom Evangelisk-lutherska kyrkan i Finland. Valet ordnas vart fjärde år och då väljs förtroendavalda i församlingarna. De förtroendevalda väljer på sin tur medlemmar till kyrkomötet.
Alla församlingsmedlemmar som är 16 år eller äldre får rösta. Man behöver inte vara konfirmerad eller skriftskolgången.

## Valets struktur
När man röstar i församlingsvalet utser man förtroendevalda till ett eller två förtroendeorgan beroende på församlingens struktur. Det kan vara fråga om ett eller två val.

### Ett val

Stift inom Evangelisk-lutherska kyrkan i Finland. Varje församling och kyrklig samfällighet hör till en stift. Alla svenskspråkiga församlingar tillhör Borgå stift.

I ekonomiskt självständiga församlingar ordnas ett enda val. Ekonomisk självständiga församlingar är församlingar som ingår inte i en kyrklig samfällighet. I valet väljer man medlemmar i kyrkofullmäktige. Kyrkofullmäktige beslutar om riktlinjer för församlingens verksamhet och ekonomi, till exempel kyrkoskatten, byggnadsprojekt och grundandet av tjänster.
Om det är frågan om ett val används bara en röstsedel som är vit.

### Två val
I kyrkliga samfälligheter väljs medlemmar till Gemensamma kyrkofullmäktige och Församlingsrådet. Det finns alltså två val.
Alla territoriella lutherska församling inom samma kommuns område skall höra till samma kyrkliga samfällighet men församlingar på flera kommuners områden kan också bilda frivilliga kyrkliga samfälligheter. Samfällighetens uppgifter bestäms av Kyrkolagen och Kyrkoordningen. Samfälligheten äger och sköter fastigheterna, ekonomiförvaltningen, kyrkogårdarna och sköter eventuellt andra uppgifter som man kommit överens om.
De båda valen har egna kandidatlistor. Samma person kan välja att kandidera i båda valen eller i bara det ena.

#### Gemensamma kyrkofullmäktige
Gemensamma kyrkofullmäktige leder den kyrkliga samfälligheten. Gemensamma kyrkofullmäktige fattar beslut om samfällighetens budget, storleken på kyrkoskatten, byggprojekt och de största bidragen. Kyrkofullmäktige fördelar resurserna för församlingsarbetet mellan medlemsförsamlingarna.
Röstsedeln för gemensamma kyrkofullmäktige är vit.

#### Församlingsrådet
Församlingsrådet som leder församlingens verksamhet. Församlingsrådet fattar beslut om församlingens verksamhet och väljer medarbetare. Barnverksamheten, ungdomsarbetet, arbetet bland äldre och diakonin hör till församlingsrådets behörighet.
Röstsedeln för församlingsrådet är orange.

### Sämjoval
Sämjoval betyder att man inte ordnar röstning i församlingen utan alla nominerade kandidater blir ordinarie medlemmar eller suppleanter utan röstning.
Vid sämjoval är det ingen röstning på valdagen. Däremot ordnas nog förhandsröstning för röstberättigade från andra församlingar eftersom förhandsröstning ordnas i hela landet.
I kyrkliga samfälligheter ordnas två val: till gemensamma kyrkofullmäktige och till församlingsrådet. Båda valen har skilda kandidatlistor. I en kyrklig samfällighet kan det vara sämjoval i det ena valet men inte i det andra.

## Valmansföreningar
I församlingsvalet kandiderar man på en valmansförenings lista. Listorna kan bestå av en eller flera kandidater. Det kan vara en eller flera listor i en församling.
Valmansföreningarna samlar på sina listor kandidater som har en gemensam vision, till exempel om att utveckla kyrkan, främja jämställdhet eller stärka ungas ställning. Kandidatlistorna kan också ha sin grund i en väckelserörelse, ett politiskt parti eller till exempel ett bostadsområde.
För att bilda en valmansförening krävs minst 10 röstberättigade församlingsmedlemmar.

## Församlingsvalet 2010
År 2010 var teman för församlingsvalet Första gången eftersom då var det första gången när 16-åriga församlingsmedlemmar fick rösträtten. Därmed blev antalet röstberättigade 100 000 fler än i tidigare valet år 2006. Kyrkomötet godkände ändringen av röstålder 8 november 2007 och Finlands Riksdag godkände lagförslaget vilket trädde i kraft 1 januari 2009.
År 2010 ordnades valet 14-15 november.
Totalt 17% av de röstberättigade röstade i valet. 14,5 % av ungdomar (16-18 år gamla) röstberättigade röstade i valet. Ranua församling hade det högsta röstningsprocent bland ungdomar; 57,7 %.
Förtroendevaldas medelålder blev 51,8 år och majoriteten av de förtroendevalda var kvinnor. Cirka 52 % av alla förtroendevalda var nya medlemmar. Endast 8,7 % av alla förtroendevalda var under 30-år gamla. Den största åldersgruppen var över 60-åriga med 3 110 personer vilket utgjorde 36,8 % av alla valda medlemmar. 
I församlingsvalet 2010 valde man 8 458 förtroendevalda i 449 församlingar. Det fanns 22 799 kandidater. Valet ordnades i 419 församlingar och i 30 församlingar blev det sämjoval.

## Församlingsvalet 2014
Teman för församlingsvalet 2014 var Tror på det goda. Valkommunikationen berättade om goda saker som kyrkan gör för människor.
I valet valde man förtroendevalda i 413 församlingar. Det fanns tillsammans 19 300 kandidater varav 9 256 valdes. Det blev sämjoval i 32 församlingar.
Valdagen var 9 november. Röstningsprocenten var 15,5 %. 9,2 % röstade på förhand och förhandsröster utgjorde 59,5 % av alla röster. Av 16–17-åriga flickor röstade 9,5 % och av 16–17-åriga pojkar röstade 7,5 %.
Medelåldern för förtroendevalda blev 54 år. Majoriteten (54 %) av förtroendevalda var kvinnor. Endast 6,1 % av de som valdes var under 30 år gamla. Antalet nya förtroendevalda blev 51 %.

## Församlingsvalet 2018
Teman för församlingsvalet 2018 var Min kyrka. Valkommunikationens målgrupp var 30–55-åriga personer som förhöll sig positivt mot kyrkan och unga röstare. Förhandsröstning ordnades 6–10 november och valdagen var 18 november.
14,4 % av alla röstberättigade röstade i valet. 49,8 % av förtroendevalda var nya och endast 5,7 % av under 30-åriga röstade i valet. Medelåldern mellan den förtroendevalda som valdes i valet var 55,5 år. Man röstade flitigaste i Kinnula församling var 48,1 % av församlingsmedlemmar med rösträtt röstade i valet.

## Församlingsvalet 2022
Teman för församlingsvalet 2022 var Tror, hoppas, älskar. Valets förhandsröstning ordnades 8–12 november och valdagen var 20 november. Då valdes nästan 8 000 förtroendevalda i 354 församlingar.
Det nationella valdeltagandet var 12,7 %. Medelåldern bland de invalda var 57 år och andel invalda under 30 år var 4,5 %. Av de förtroendevalda var 54 % kvinnor och 42 % män. Närmare hälften av de förtroendevalda var nya (48,9 %). Sammanlagt tre miljoner finländare var röstberättigade i valet och 380 000 av dem röstade. Bara under 7 % av unga, det vill säga 16–17-åringarna, röstade i valet.
Högst var valdeltagandet i Lappo stift (16,3 %) och Helsingfors stift (9,7 %) uppvisade lägst valdeltagande. De flitigaste väljarna fanns i Taivalkoski församling i Uleåborgs stift och i Kinnula församling i Lappo stift. I båda de församlingarna var valdeltagandet 36 %. Allra lägst var valdeltagandet i Lauritsala församling i S:t Michels stift där bara 4 % av de röstberättigade använde sin rösträtt.
I Borgå stift, som är Finlands enda svenskspråkiga stift, var valdeltagandet bland 16–17-åringar 8,3 %.